# Anthurium microphyllum
Anthurium microphyllum är en kallaväxtart som först beskrevs av Constantine Samuel Rafinesque, och fick sitt nu gällande namn av George Don jr. Anthurium microphyllum ingår i släktet Anthurium och familjen kallaväxter. Inga underarter finns listade.